# Mälarhöjdens scoutkår

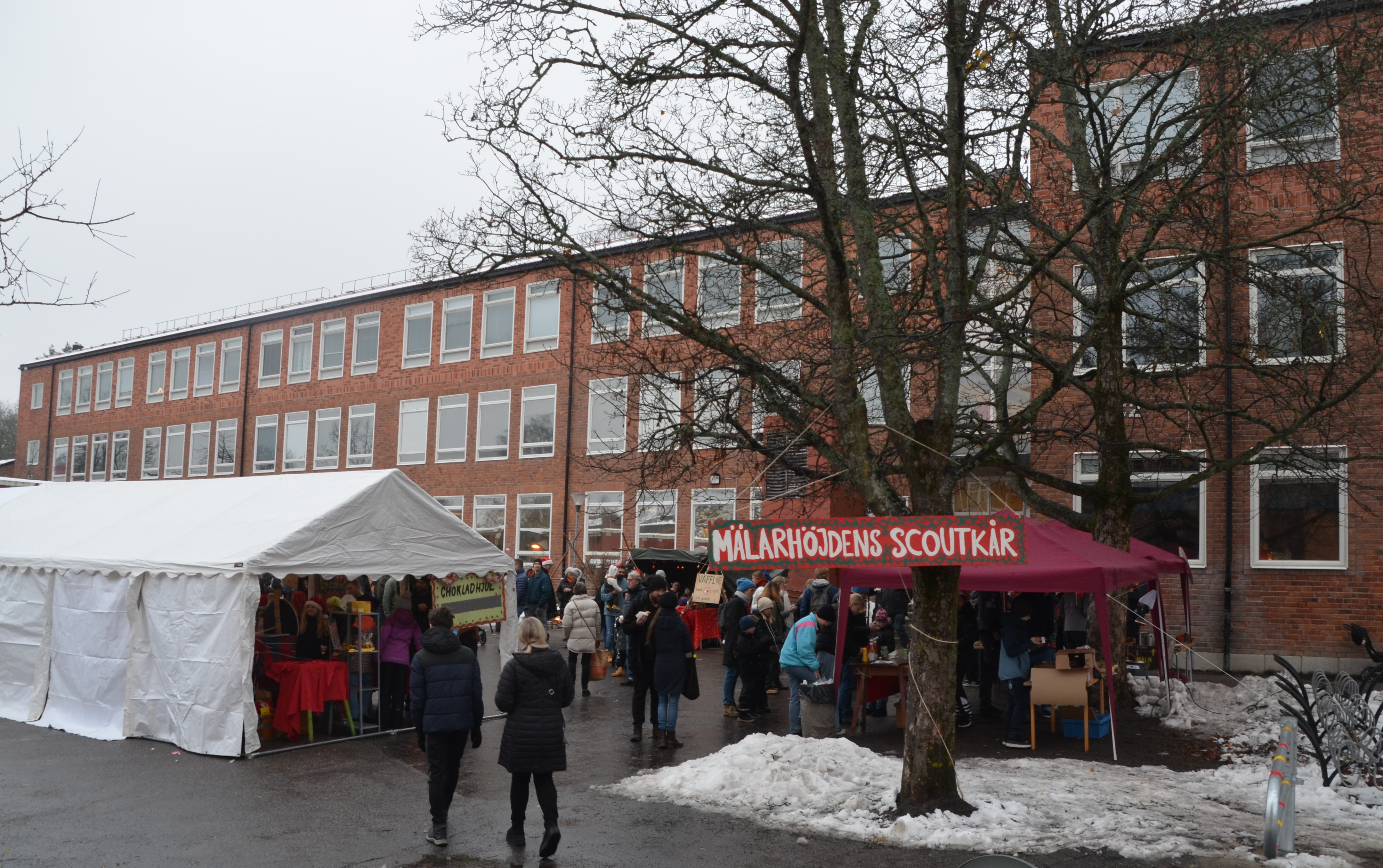
Mälarhöjdens scoutkårs julmarknad, november 2022

Mälarhöjdens scoutkår i Mälarhöjden i Stockholm är en av Sveriges största scoutkårer. Den bildades 1928 som medlem av Svenska Scoutförbundet och är idag ansluten till den nya riksorganisationen för scouting i Sverige, Scouterna. Scoutkåren  bedriver både skogs- och sjöscoutverksamhet. Sjöscoutverksamheten börjar dock först på patrullscoutsnivå.
Scoutkåren hade 2020 omkring 400 medlemmar i åldern sju år och uppåt. Den köpte 1944 en tomt på Gillegaten och uppförde för insamlade medel, bland annat från byggmästaren Olle Engkvist, scoutgården "Kåken". Scoutgården invigdes i september 1946 av dåvarande scoutchefen Folke Bernadotte

## Arrangemang
Varje år arrangerar Mälarhöjdens scoutkår en julmarknad i Mälarhöjdens skola, vilken bidrar med omkring en tredjedel av scoutkårens årliga omsättning, med lotterier, ljusförsäljning och förtäring.